# TV5Monde
A TV5Monde (estilizado TV5MONDE) é uma rede de televisão francesa, que transmite globalmente vários canais com programação em língua francesa, fundada em janeiro de 1984. É uma das três maiores redes do mundo, juntamente com a MTV e a CNN. Além de ser a primeira rede mundial de televisão em francês, a TV5Monde divulga e compartilha a diversidade de culturas e de pontos de vista.

## História
A TV5 foi fundada em 1984 sob a administração de Serge Adda até Novembro de 2004. A atual diretor-geral é
Yves Bigot.
Em 2006 a TV5 fez modificações significativas renomeando-se para TV5MONDE e seu foco voltou-se ao mundo como uma rede global (Monde significa "Mundo"). Também são parte das alterações a nova programação. Desde 1993, A TV5Monde é parte do nome da corporação do canal. Sua versão canadense é denominada "TV5 Québec Canada" ou simplesmente "TV5".
A maior parte do conteúdo é retirada de canais de países que falam francês, mais notavelmente da France 2 e da France 3, da França, RTBF da Bélgica, TSR da Suíça, e CBC/SRC e Télé-Québec de Canadá, e de Monte Carlo Riviera de Mónaco. Além de notícias internacionais, a TV5MONDE leva ao ar filmes e programas musicais.
O número 5 no nome do canal é a contagem das redes que fundaram o canal: TF1, Antenne 2, FR3, RTBF e TSR. Atualmente, as parcerias que formam o consórcio  TV5MONDE são Arte (sendo um consórcio de radiodifusão Franco-Alemã), France Télévisions, Institut national de l'audiovisuel, Radio-Canada, Télé-Québec, RTBF e TSR. Esse consórcio é dono de 51% do serviço, enquanto os outros 49% é propriedade da Société de l'audiovisuel extérieur de la France, uma empresa que gerencia os serviços de radiodifusão internacionais da França.

## Canais
Desde 2020, há nove sinais sendo transmitidos:
- TV5MONDE FBS (França, Bélgica e Suíça, além do Luxemburgo)
- TV5MONDE Europe (o resto da Europa)
- TV5MONDE Afrique (África, exceto a região do Magrebe)
- TV5MONDE Maghreb - Oriente (Magrebe e Oriente Médio)
- TV5MONDE Asie (Ásia, com exceção da Coreia do Sul, Japão e o Sudeste Asiático)
- TV5MONDE États-Unis (Estados Unidos)
- TV5MONDE Amérique Latine & Caraïbes (América Latina e Caribe)
- TV5MONDE Pacifique (Japão, Coreia do Sul, Sudeste Asiático e Oceania)
- TV5 Québec Canada (Canadá)[nota 1]

Em 25 de fevereiro de 2015 foi anunciado pelo diretor-geral da TV5MONDE, Yves Bigot, o lançamento da versão brasileira do canal. Assim, o TV5MONDE Brasil terá filmes, seriados, notícias, documentários e atações de entretenimento e variedades, tendo metade da programação exibida pelo canal com legendas em português.
Em 17 de fevereiro de 2020 o sinal exclusivo para o Brasil foi descontinuado e substituído pelo sinal pan-regional da América Latina e Caribe, que era disponibilizado no país até 2014.

## Ciberataque
No dia 8 de abril de 2015, a emissora sofreu um ciberataque feito por Jihadistas. Todos os sinais da emissora ficaram indisponíveis em todo mundo, além de suas páginas em Redes sociais e seu sítio oficial na internet. Somente no dia seguinte, a emissora conseguiu retomar, aos poucos, o controle sobre o seus canais e páginas sociais.